# Oviraptorosauria
Oviraptorosauria ("thằn lằn ăn trộm trứng") là một nhóm các con khủng long maniraptoran có lông vũ từ thời kỳ kỷ Phấn trắng của châu Á và Bắc Mỹ hiện nay. Chúng khác biệt với các vương miện giống như vẹt, vú, vẹt, đặc biệt ngắn, có hoặc không có vân xương trên đỉnh đầu. Chúng có kích thước từ Caudipteryx, kích thước của một con gà tây, dài 8 mét, 1,4 tấn Gigantoraptor.